# 高戸渉
高戸 渉（たかと わたる、通称名：たかとん）は日本のキーボードプレイヤーおよびピアノ奏者。

## 人物概要
19**年4月30日生まれ。幼少よりクラシックピアノを習っていて、洋楽の影響などから、ドラムやキーボードを始めた。
学生時代にキーボードに転向してから、様々なセッションやバンド経験をもち、2000年代前後からは、Lip on Hip関連のバンドやレコーディング、打ち込みなどを手伝う。
主に声優のバックバンドなどでの活動が多い。
原則的に、活動を縛られない自由な演奏活動をしているので、形にこだわらず、独自の選択で活動をする。
自分のやっている事に関心が殆どなく、仕事との割り切りが強いが、自分の活動の意義が強いと思う事に関してはかなり執着する。
現在はピアノ奏者として、「一般化されているピアノに対するイメージがあまりにも形骸化した、浅いものが多いことに不満がある」ので、敢えてクラシックピアノという原点に立ち返り活動している。

## 活動内容
声優関連のバックで伴奏する形態以外に、リップオンヒップ内で作るバンドのメンバーとしても活動。
西村ちなみ、雪野五月、松本さち、河原木志穂、名塚佳織、等
現在はピアノ伴奏とソロ演奏に重点を置き、永倉秀恵、中原涼とは何度か演奏ライブをしている。
民安ともえ率いるバンド、民安ロックのキーボード奏者の時もあったが、2011年に脱退している。
舞台や演劇などのコラボレーションなどもあり、鈴置洋孝プロデュースの「ムーンリバー」でピアノ、キーボード演奏者役で、Lip on Hipのバンドと共に演奏したり、
KAKUTAの朗読公演に出演したりもしている。